# Marcelino Ramos
Marcelino Ramos là một đô thị thuộc bang Rio Grande do Sul, Brasil. Đô thị này có diện tích 229,619 km², dân số năm 2007 là 5372 người, mật độ 23,4 người/km².